# 迪安-斯塔克装置

Dean-Stark装置

Dean-Stark装置（又称作Dean-Stark接收器、Dean-Stark蒸馏器或分水器）是化学合成中常用的一种玻璃仪器，它通常与回流冷凝器和收集装置连用以保证在回流温度下所进行的反应生成的水（偶尔也有其他液体）可以被连续排出且被测定。这一装置最先是于1920年由美国矿业局从事石油化工研究的E.W.Dean和D.D.Stark为了测定石油中的水含量而设计，从此得名。

## 结构
Dean-Stark装置的核心部分是Dean-Stark分离器（Dean-Stark Trap），是一个类似于H型结构的装置。主体为一个竖直的柱状玻璃管，上方与回流冷凝器的底部相连，下方接入可以测量液体体积的类似于滴定管的玻璃制收集装置。主体玻璃管的中部斜伸出一根支管，支管与下方管壁成锐角，支管伸展到临近末端时折为垂直，以便插入反应器（如烧瓶）的接口中。在支管垂直部分的上方，有时候加一个接口，以便插入温度计来确定蒸汽的温度。

## 工作原理
随着反应温度的上升，含有反应中所用溶剂和需要除去组分的混合蒸气从反应器中蒸出，沿支管进入外层通有冷却水的回流冷凝器，冷凝成液体，滴入Dean-Stark分离器下方接的收集管。在收集管中，无法混溶的各种液体组分发生分层。通常溶剂密度小于水，下层是水，上层是密度较小的溶剂，如甲苯，己烷等烃类。随着反应进行，上层的液体逐渐增多到支管连接处时，就会沿支管流回到反应器中继续充当溶剂，而下层的水则留在了收集装置中。等到水收集到一定体积，就可以通过打开收集管底部的的旋钮收集装置来放出收集的水，以防止水量过多后沿支管流回反应器。比较少见的情况是反应使用的溶剂大于水的密度。这种情况下，会在装置的收集部分底部增加一个玻璃管使得可以通过旋钮控制来让处于下层的溶剂流回到反应器中。

## 应用
Dean-Stark装置最早的也是最常见的用途是进行恒沸物的分离和其中的水分测量。液体混合物由于各组分沸点不同，通常可以通过蒸馏来分离，但当一种组分含量达到一定值时有可能形成恒沸物，此时各组分会保持一定含量共同蒸馏而出，如常见的水和酒精，在酒精含量较高后即无法通过普通蒸馏分离。此时就可以使用Dean-Stark装置来同时利用各组分的沸点和密度进行分离，一个常见的例子就是分离甲苯和水产生的恒沸物，由于甲苯（密度=0.865）轻于水（密度=0.998），可以将水收集并测量。因此这一装置常应用于石油工业和食品工业，用来测量含水物品如面包等。
另外，由于Dean-Stark装置可以测量产物中的水并将其除去，它可以用于控制产生水的有机合成反应上。常见的比如酯化反应（酸与醇生成水和酯），酸和胺（生成酰胺和水）的反应等，这类反应一般是可逆反应，为了得到更多的所需产物，一个重要步骤就是及时地把反应中生成的水除去，以便让化学平衡向生成物方向移动。比如醋酸（CH3COOH）与丁醇在硫酸作用下进行酯化反应，产生的蒸汽中，含有63%的酯、 8%的醇和24%的水，而从收集器流回反应器的液体中含有86%有机酯、11%酒精和3%的水；留在收集器中的水层含水率则达到97％。通过对收集器里产生的水的体积进行测量，就可以判断反应进行的程度和何时反应已基本完全，可以停止。